# Кизир
Кизир (хак. Кизір) — река в Красноярском крае России, в горной системе Восточный Саян. Правый приток реки Казыр — одной из составляющих реки Тубы (бассейн реки Енисей). Длина — 300 км, площадь бассейна — 9170 км². Берёт начало в хребте Крыжина. В верховьях протекает в узкой долине, порожиста; в нижнем течении распадается на рукава. Средний годовой расход воды у села Имисское — 251 м³/с. Замерзает в ноябре (продолжительный ледоход), вскрывается в конце апреля.

## Название
Название происходит от хакасского «кизір» — режущий. В своих верховьях (в районе Четвёртого порога) река протекает в каньоне, прорезая очень узкий (3—5 метров) проход среди скальных берегов.

## География
Кизир берёт своё начало в районе озера Междуречное, расположенного в центральной части Восточного Саяна (у границы с Иркутской областью). Ручей-водосток озера является левобережным притоком Кизира, исток которого находится северо-западнее. Практически на всём своём протяжении река протекает по территории Курагинского района Красноярского края.

## Крупные притоки
Река быстро набирает силу и в районе своих правобережных притоков — 1-й и 2-й Фомкиной речек — уже пригодна для спортивного сплава. Следующий крупный приток — река Кинзелюк. Затем следуют речки Берёзовая, Ничка, Шинда, Джебь. Крупных левобережных притоков Кизир не имеет.

## Пороги
Существуют различия в наименования порогов, принятых у местного населения и нанесённых на карту. Так, Семёновская шивера, следующая после Первого порога, у местного населения считается «Вторым порогом». Соответственно, нанесённый на карты Второй порог у местных жителей называется Третьим (ещё вариант — «Зайка»). Нанесённый на карты Третий порог называется «Четвёртым»; нанесённый на карты Четвёртый порог называется «Пятым». Выше по течению насчитывается ещё целый ряд порогов (их точное наименования можно найти в туристических лоциях).
Наиболее мощные пороги — Первый, Третий и Четвёртый (по шкале туристов-водников в большую воду их категория сложности достигает 4+ и даже 5 баллов). Достаточно опасна и Семёновская шивера — особенно её первый участок под названием «Баня».

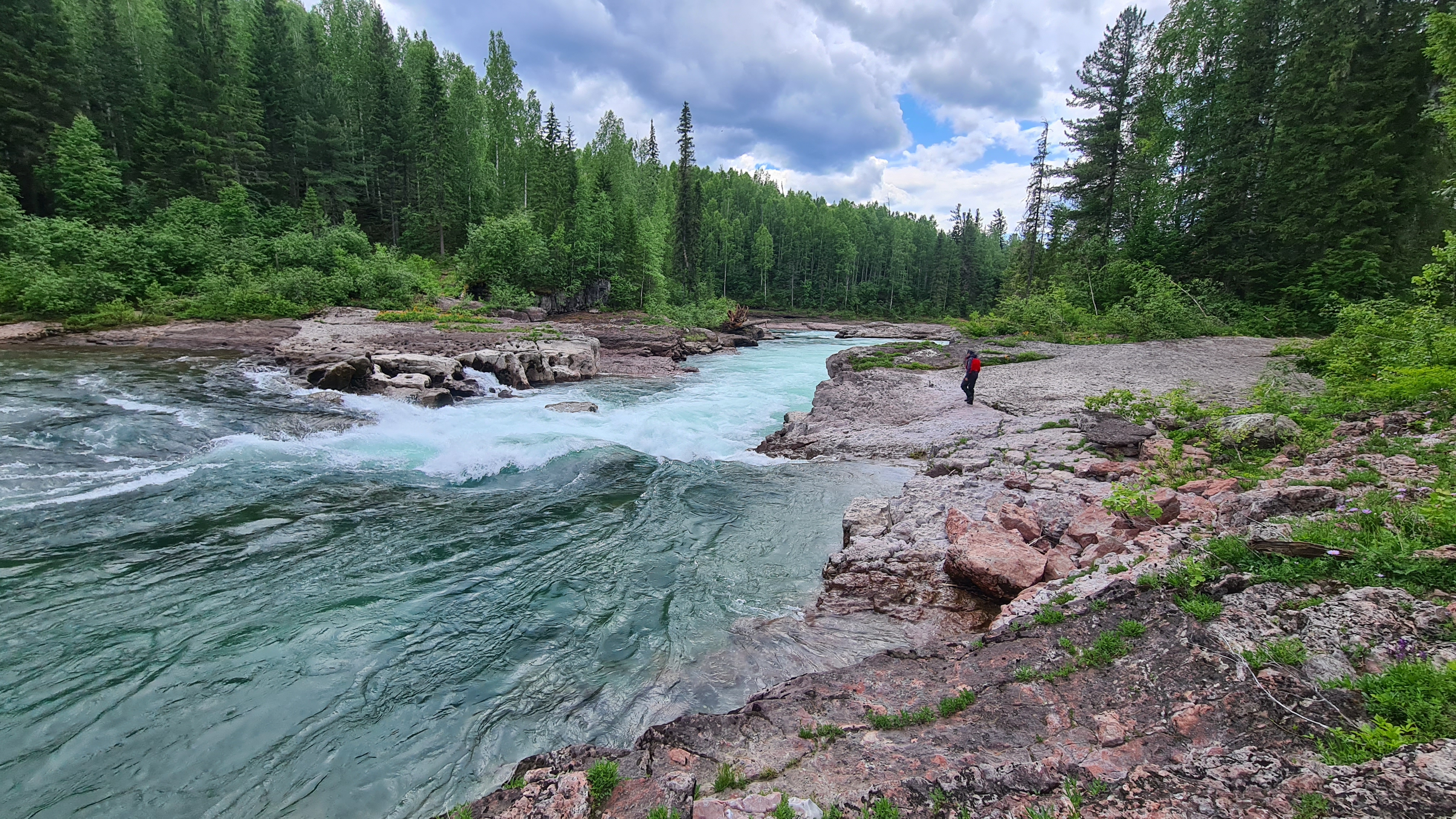
Третий порог (4й по местному значению)

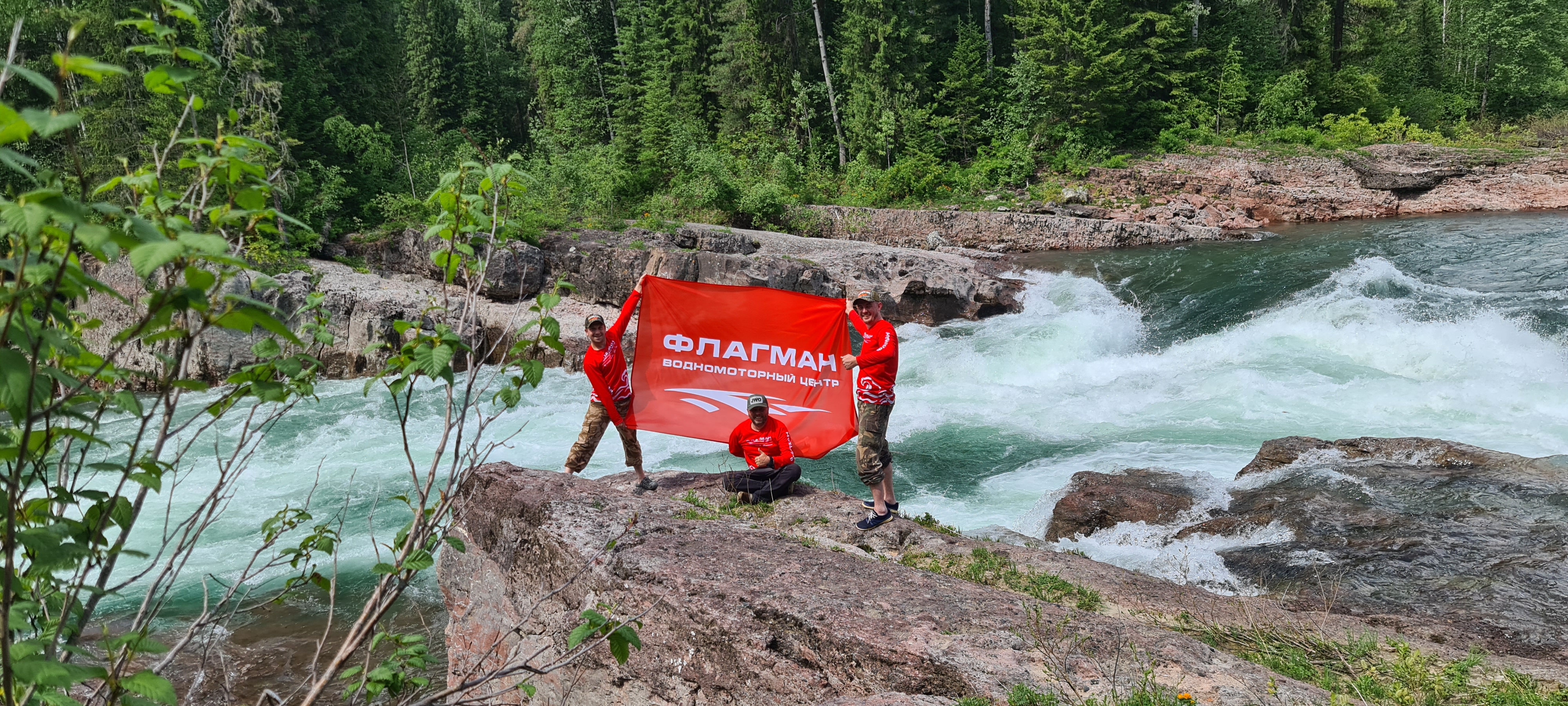
Третий (4й) порог взят!

## Населённые пункты
Все населённые пункты находятся в низовьях реки — это Жербатиха, Имисское, Кордово, Верхняя Мульга, Журавлёво, Усть-Каспа. Выше по реке встречаются только зимовья — последнее построено рядом с истоком реки, неподалёку от устья ручья Ледниковый.

## Хозяйственное значение
Раньше Кизир использовался для молевого сплава леса. Ради этого в 1950-х годах предпринимались попытки взорвать Первый порог. В настоящее время Кизир привлекает рыбаков, туристов-водников, а также туристов, которые используют заброску в верховья реки для дальнейшего продвижения к таким объектам, как пик Грандиозный, Кинзелюкский водопад, ледник Стальнова и т. д. В связи с этим у местного населения развит сервис по доставке туристов и рыбаков в верховья реки на моторных лодках.
В течение 1990—2004 гг. обустройством тропы вдоль верхнего течения Кизира занимался охотник Андрей Хрущёв. Благодаря ему у туристов имелся относительно простой путь от Четвёртого порога до истока реки. Изба, построенная на Пихтовом ручье, часто использовалась как промежуточный лагерь перед восхождением на высочайшую вершину Красноярского края — пик Грандиозный.
По состоянию на 2012 год тропа стала труднопроходимой, так как после гибели А. Хрущёва новые охотники, арендующие этот участок, не имеют возможности расчищать завалы. На участке между 2-й Фомкиной и Пихтовым тропа практически исчезла; охотничья избушка на Пихтовом уже малопригодна для ночёвок.
В плане рыболовства Кизир в настоящее время серьёзно истощён. Причиной явилось хищническое истребление рыбы со стороны рыбаков, получивших возможность относительно просто забрасываться на лодках вплоть до Третьего (Четвёртого) порога. По отзывам профессиональных охотников, арендующих участки по берегам Кизира, рыба массово вылавливалась с помощью электроудочек и мелкоячеистых сетей китайского производства.

## Транспортная и телекоммуникационная доступность
До стартовой точки, откуда начинается заброс на лодках — поселков Усть-Каспа, Журавлёво и Кордово — можно добраться как на автомобильном, так и на железнодорожном транспорте. Сотовая связь исчезает на удалении примерно 5 км от п. Усть-Каспа (и далее, при подъёме в верховья, более не появляется).

## Река в искусстве
Одно из первых и наиболее ярких описаний Кизира принадлежит перу известного исследователя Г. А. Федосеева:
К полудню мы дошли до Кизыра. Река уже вскрылась. Неожиданно я увидел вместо бурого потока совсем невинную реку с ровным, хотя и быстрым течением. Вода была настолько чиста и прозрачна, что можно было различить песчинки на дне реки. И если бы не небо, отражавшееся в ней светло-бирюзовым отливом, можно было бы сказать, что апрельская вода в Кизыре бесцветна. Как приятно смотреть на этот прозрачный, быстро несущийся поток в заснеженных берегах! Склонившиеся над рекой тёмные ели придавали панораме ещё более красочный вид.
Менее известна, но столь же содержательна работа М. Ф. Величко, написавшего книгу «Кизир — река саянская…». Описания Кизира встречаются в книге М. В. Пуссе «Семь походов по Восточному Саяну». В 1981 году вышла книга «Над рекой Кизир», принадлежащая перу В. И. Амлинского. Кизир упомянут в стихотворении «Ты говоришь, не надо плакать», автором которого является Б. А. Ахмадулина.